# Daniel Maghen
 (décembre 2019).
Daniel Maghen est une galerie d'art spécialisée dans les illustrations et planches de bande dessinée située au 36 rue du Louvre à Paris (1er) et une maison d'édition fondée en 2005, publiant des bandes dessinées, des biographies en images d'auteurs de bande dessinée, des ouvrages d'illustrations et des catalogues d'expositions. À partir de 2019, l'enseigne Daniel Maghen réalise également des ventes aux enchères d'originaux.

## Galerie d'art
L’activité historique de la galerie Daniel Maghen est la commercialisation de planches originales de bandes dessinées ainsi que d’illustrations. Le fond de la galerie Daniel Maghen comprend environ 8 000 originaux de bande dessinée de plus de 300 auteurs différents.
La galerie Daniel Maghen organise une dizaine d'expositions par an.

### Principales expositions
- Rétrospective Cosey (2021)[3]
- Exposition consacrée à Benjamin Lacombe (2019)[4]
- Exposition Alex Alice (2018)[5]
- Rétrospective William Vance (2017)[6]
- Rétrospective Hermann (2017)[7]
- Exposition Kim Jung Gi (2016)[8]
- Exposition De Lignes en Ligne (juillet 2011)[9],[10]

## Vente aux enchères
Daniel Maghen intervient également, depuis 2010, sur le marché des ventes aux enchères, en qualité d’expert pour les études Tajan, et Christies. Depuis 2019, il a monté sa propre maison de vente aux enchères, exploitée par la société Daniel Maghen Enchères Et Expertises. La première vente a été organisée en octobre 2019.

## Activité éditoriale
En 2005 est fondée la maison d'édition. L’activité éditoriale des Éditions Daniel Maghen est structurée autour de plusieurs collections :
- Les biographies en images d’auteurs du 9e art (Cosey, Juillard, Peyo[15], Tillieux, Tibet, Vicomte[16] et Will)
- Les bandes dessinées (Ter, On Mars, Les Voyages d'Ulysse…)
- Les livres d'illustrations (Artbooks, livres de féérie, livres sur le voyage)
- Les livres jeunesse

### Principales publications
- Sophie Michel (scénario), Emmanuel Lepage (scénario et dessin) et René Follet (illustration), Les Voyages d'Ulysse, Daniel Maghen, septembre 2016, 272 p. (ISBN 978-2-35674-043-4) - grand prix de la critique 2017[17]
- Gaétan Nocq (scénario et dessin), Le Rapport W : infiltré à Auschwitz, mai 2019, 263 p. (ISBN 978-2-35674-070-0) - Sélection des finalistes au grand prix de la critique 2020[18] et prix spécial du Konkurs Felczaka-Wereszyckiego 2019[19] (Pologne)
- Rodolphe (Scénario), Christophe Dubois (dessin), TER, 2017-2019, 80 p. ; TER - L'Étranger (tome 1)  (ISBN 9782356740502) : prix BD RTL d'avril 2017[20] et Prix BD Zoom 2018[21]

### Affaire des originaux d’Edgar P. Jacobs
En 2017, Philippe Biermé est accusé d'avoir détourné à son profit des planches originales d'Edgar P. Jacobs par l'intermédiaire de galeries d'art parisiennes, dont celle tenue par Daniel Maghen,. D'après Gaëtan Laloy, qui préside la Chambre belge des experts en bande dessinée : « Ces [originaux de Blake et Mortimer] avaient été rassemblés par le galeriste Daniel Maghen. La personne qui les lui avait fournis ne pouvait les avoir trouvés que dans les coffres de la Fondation. » L'information est corroborée par d'autres témoignages, publiés dans Aujourd'hui en France. Maghen proteste sur Actua BD en novembre 2018 : « J’ai acquis en 2015 un certain nombre de planches d’Edgar P. Jacobs, de manière officielle et légale. […] Les planches que j’ai achetées ont également été vendues de manière transparente, officielle et légale, à différents collectionneurs dont je déplore que la probité soit mise en doute. »